# Campeonato Europeo de Lucha de 1988
El XL Campeonato Europeo de Lucha se celebró en el año 1988 en tres sedes distintas. Las competiciones de lucha grecorromana en Kolbotn (Noruega), las de lucha libre masculina en Mánchester (Reino Unido) y las de lucha libre femenina en Dijon (Francia). Fue organizado por la Federación Internacional de Luchas Asociadas (FILA) y las correspondientes federaciones nacionales de los países sedes respectivos.

## Resultados

### Lucha grecorromana masculina
| Evento | Oro                      | Plata                         | Bronce                   |
| ------ | ------------------------ | ----------------------------- | ------------------------ |
| 48 kg  | Lars Rønningen · Noruega | Serguei Suvorov URSS          | Bratan Tsenov Bulgaria   |
| 52 kg  | Alexandr Ignatenko URSS  | Jon Rønningen · Noruega       | Valentin Krumov Bulgaria |
| 57 kg  | Alexandr Shestakov URSS  | Stoyan Balov Bulgaria         | András Sike · Hungría    |
| 62 kg  | Jenő Bódi · Hungría      | Nencho Nenchev Bulgaria       | Harutik Rubenian URSS    |
| 68 kg  | Attila Repka · Hungría   | Petrică Cărare Rumania        | Lars Lagerborg · Suecia  |
| 74 kg  | Bisolt Detsiyev URSS     | Jaroslav Zeman Checoslovaquia | János Takács · Hungría   |
| 82 kg  | Mijail Mamiashvili URSS  | Tibor Komáromi · Hungría      | Timo Niemi · Finlandia   |
| 90 kg  | Ivailo Yordanov Bulgaria | Sándor Major · Hungría        | Pavel Potapov URSS       |
| 100 kg | Anatoli Fedorenko URSS   | Jožef Tertelj Yugoslavia      | Gerhard Himmel RFA       |
| 130 kg | Alexandr Karelin URSS    | Krasimir Radoev Bulgaria      | Tomas Johansson · Suecia |

### Lucha libre masculina
| Evento | Oro                        | Plata                      | Bronce                     |
| ------ | -------------------------- | -------------------------- | -------------------------- |
| 48 kg  | Vasili Gogolev URSS        | Romică Rașovan Rumania     | Marian Nedkov Bulgaria     |
| 52 kg  | Valentin Yordanov Bulgaria | Vladimir Toguzov URSS      | Šaban Trstena Yugoslavia   |
| 57 kg  | Serguei Beloglazov URSS    | Ahmet Ak Turquía           | Stefan Ivanov Bulgaria     |
| 62 kg  | Stepan Sarkisian URSS      | Karsten Polky RDA          | Simeon Shcherev Bulgaria   |
| 68 kg  | Arsen Fadzayev URSS        | Attila Podolszki · Hungría | Bejshchet Selimov Bulgaria |
| 74 kg  | Adlan Varayev URSS         | Pekka Rauhala · Finlandia  | Rajmat Sofiadi Bulgaria    |
| 82 kg  | Yuri Vorobiov URSS         | Hans Gstöttner RDA         | Alexandar Nanev Bulgaria   |
| 90 kg  | Majarbek Jadartsev URSS    | Mehmet Türkkaya Turquía    | Gábor Tóth · Hungría       |
| 100 kg | Leri Jabelov URSS          | Noel Loban Reino Unido     | Uwe Neupert RDA            |
| 130 kg | Aslan Jadartsev URSS       | Atanas Atanasov Bulgaria   | Andreas Schröder RDA       |

### Lucha libre femenina
| Evento | Oro                        | Plata                          | Bronce                             |
| ------ | -------------------------- | ------------------------------ | ---------------------------------- |
| 44 kg  | Valérie Delvaux Francia    | Brigitte Weigert · Bélgica     | Isabelle Poomarts Francia          |
| 47 kg  | Ferouzia Cheufri Francia   | Nadia Saïdi Francia            | Lynie van der Holst · Países Bajos |
| 50 kg  | Martine Poupon Francia     | Anne Marie Halvorsen · Noruega | Ève Joly Francia                   |
| 53 kg  | Sylvie van Gucht Francia   | Sandrine Laroza Francia        | Thinka Bergh · Suecia              |
| 57 kg  | Jocelyne Sagon Francia     | Isabelle Dourthe Francia       | Runi Rodal · Noruega               |
| 61 kg  | Brigitte Siffert Francia   | Christelle Rieu Francia        | Ine Barlie · Noruega               |
| 65 kg  | Heidi Kleven · Noruega     | Dörthe Pedersen Dinamarca      | Marie-Line Meurisse Francia        |
| 70 kg  | Georgette Jean Francia     | Kirsten Borgen · Noruega       | —                                  |
| 75 kg  | Patricia Rossignol Francia | —                              | —                                  |

## Medallero
| Núm. | País           | Oro | Plata | Bronce | Total |
| ---- | -------------- | --- | ----- | ------ | ----- |
| 1    | URSS           | 15  | 2     | 2      | 19    |
| 2    | Francia        | 8   | 4     | 3      | 15    |
| 3    | Bulgaria       | 2   | 4     | 8      | 14    |
| 4    | Hungría        | 2   | 3     | 3      | 8     |
| 5    | Noruega        | 2   | 3     | 2      | 7     |
| 6    | RDA            | 0   | 2     | 2      | 4     |
| 7    | Rumania        | 0   | 2     | 0      | 2     |
| 7    | Turquía        | 0   | 2     | 0      | 2     |
| 9    | Finlandia      | 0   | 1     | 1      | 2     |
| 9    | Yugoslavia     | 0   | 1     | 1      | 2     |
| 11   | Bélgica        | 0   | 1     | 0      | 1     |
| 11   | Checoslovaquia | 0   | 1     | 0      | 1     |
| 11   | Dinamarca      | 0   | 1     | 0      | 1     |
| 11   | Reino Unido    | 0   | 1     | 0      | 1     |
| 15   | Suecia         | 0   | 0     | 3      | 3     |
| 16   | Países Bajos   | 0   | 0     | 1      | 1     |
| 16   | RFA            | 0   | 0     | 1      | 1     |
|      | TOTAL          | 29  | 28    | 27     | 84    |